# M51 Sherman
M51 Sherman je izraelský tank odvozený od amerického typu M4 Sherman a vyráběný v letech 1956–1962. Z tanku M50 Super Sherman (i když se tak říkalo oběma typům, jak M50, tak i M51) vybaveného 75mm dělem z tanku AMX-13 převzal řadu vylepšení a vybaven byl 105mm kanónem o délce hlavně 51 ráží francouzského původu. V Šestidenní válce se izraelský M51 Sherman střetl s egyptskými T-34/85, v Jomkipurské válce se střetl s egyptskými a syrskými tanky T-62. Tanky M51 Sherman používají anebo používaly paraguayské, chilské, izraelské a jiholibanonské armády.